# Diamandy Viktória
Diamandy Viktória (Nagyvárad, 1896. március 3. – Nagyvárad, 1943. augusztus 17.) magyar költő, író, drámaíró.

## Életútja
Vagyonos családból származott, tanulmányait Svájcban és Angliában végezte. Francia nyelvoktatói diplomát szerzett. Keresztury Sándor (Alexandru Olteanu) író felesége, majd Horváth Imre költő élettársa.
Versei, novellái, publicisztikai írásai a nagyváradi napilapokban, valamint a Tavasz és az Auróra c. folyóiratokban jelentek meg. A nagyváradi színház 1928-ban mutatta be Tigris c. színművét.

## Kötetei
- Versek (Nagyvárad, 1925)
- Túl a szerelmen (regény, Nagyvárad, 1936)